# 斯蒂芬·胡斯
斯蒂芬·胡斯 （Stephen Huss，1975年12月10日—）是一位澳洲職業網球運動員，2000年轉職業。

## 職業生涯
他與衛斯雷·穆迪合作，在2005年溫網，他們成為開放年代以來第一對從會外賽打進會內賽贏得溫布爾登網球男子雙打冠軍的組合。

## 外部連結
- 斯蒂芬·胡斯（英文/西班牙文）的官方資料
- 斯蒂芬·胡斯的國際網球總會 職業／青少年 官方資料（英文）
- 斯蒂芬·胡斯的官方資料（英文）
- Stephen Huss – Player Profiles - Players and Rankings - News and Events - Tennis Australia （页面存档备份，存于） （英文）